# Пилкин, Борис Васильевич
Бори́с Васи́льевич Пи́лкин (3 апреля 1929, Вичуга, Ивановская область — 21 октября 2010, Белгород) — заслуженный тренер России по спортивной гимнастике (1995); тренер женской сборной команды России по спортивной гимнастике на Олимпиадах в Атланте (1996), в Сиднее (2000), в Афинах (2004); бессменный тренер двукратной олимпийской чемпионки Светланы Хоркиной; автор уникальной тренерской методики и многих гимнастических элементов; основатель белгородской школы гимнастики.

## Молодые годы
Родился 3 апреля 1929 года в городе Вичуга Ивановской области. Отец его был известным на всю округу мастером-кондитером, а мать работала на ткацкой фабрике. Спорт он любил с детства: старшие братья занимались на стадионе легкой атлетикой и другими видам спорта, а маленький Борис все свободное время пропадал рядом с ними на стадионе. И когда после школы встал вопрос, куда поступать, решил: только в физкультурный техникум.
Так он стал учащимся Московского областного техникума физической культуры, а продолжил своё образование в Смоленском государственном институте физической культуры, который окончил в 1954 году.

## Тренерская работа в Белгороде
В 1954 году по распределению попал в Белгород. Работать начал в скромном, стареньком спортзале гороно.
Б. Пилкину удалось создать и развить до высочайшего уровня белгородскую школу гимнастики. За свою тренерскую карьеру Борис Пилкин подготовил около 40 мастеров спорта СССР и России по спортивной гимнастике.
Первыми мастерами спорта в Белгороде стали его ученицы Тамара Фоменко и Алла Чиликина. Многие его воспитанницы блистали мастерством на соревнованиях всероссийского и мирового уровней: Елена Дмитриева, Людмила Карабанова, Людмила Рогожникова, Наталья Уфимцева, Ирина Труфанова, Людмила Смольякова, Ольга Волкова, Анна Беспалова, Людмила Филиппенко, Ольга Молодых и другие.
Одна из учениц Б. Пилкина в 1964 году стала его женой. Анна Ивановна Пилкина — заслуженный тренер России, судья международной категории, мастер спорта по спортивной гимнастике.
Благодаря славе и авторитету главной ученицы Бориса Пилкина Светланы Хоркиной в 2007 году в Белгороде открылся новый, современный Дворец спорта — учебно-спортивный комплекс БелГУ Светланы Хоркиной, с великолепными гимнастическими залами, в проектировании которых принимал участие и Пилкин.
Несмотря на возраст, Борис Пилкин продолжил тренировать и после ухода С. Хоркиной из большого спорта. Его новая подопечная, белгородка Дарья Крылова, в 2008 году заняла первое место в абсолютном первенстве ЦФО, в упражнениях на брусьях и в вольных упражнениях, стала абсолютным победителем на Кубке Хоркиной, призёром на первенстве России.
Скончался 21 октября 2010 года в Белгороде. Похоронен на Центральном кладбище в Белгороде (Могила на Аллее Почета новой территории).

## Борис Пилкин и Светлана Хоркина
«Как Пигмалион изваял Галатею, так и Пилкин сделал из меня чемпионку», — сказала в одном из интервью Светлана Хоркина.
Они вместе провели двадцать лет, с 1984 по 2004 год, когда С. Хоркина закончила спортивную карьеру. За это время Светлана Хоркина успела завоевать множество наград, в том числе, самого высшего достоинства, и попасть в Книгу рекордов Гиннесса.
Формулу успеха Светланы Хоркиной тренер сформулировал так: «Успех заключается в правиле „четырех Т“ — Терпении, Трудолюбии, Творчестве и Таланте!»

### Высказывания Светланы Хоркиной о своём тренере
Я впечатлительная женщина, а спорт забирает столько нервной энергии, что небольшие «взрывы», на мой взгляд, просто необходимы. Но мой тренер Борис Васильевич Пилкин очень спокойный человек. Он меня уравновешивает, поэтому я быстро отхожу.
Я смогла себя удержать в плане женского развития — не распухла, не расползлась. Сначала меня контролировал тренер. В одиннадцать-двенадцать лет я начала набирать вес, а он заставлял бегать в костюме, париться, есть меньше. Потом самоконтроль вошел в привычку. Многие девочки закончили со спортом именно потому, что не сохранили фигуру. Других мальчики увели, они не смогли побороть интерес, тягу к обычной человеческой жизни. Просто у них такого мудрого тренера, как у меня, не было.
Вообще-то мои родители из Мордовии, откуда-то из-под Саранска. Можно сказать, что я коренная волжанка. Но сердцем я приписана к Белгороду, потому что этот город подарил мне гимнастику, судьбу и самого умного тренера.
Я хочу поблагодарить Бориса Васильевича Пилкина. Он открыл меня как гимнастку, когда я была маленькой и никому неизвестной девочкой. А сегодня меня знает весь мир и его тоже. Мы благодарны друг другу. Мы повидали мир, мир увидел нас.
Для меня Борис Васильевич Пилкин — любимый наставник, справедливый учитель и боевой друг. Мы прошли с ним три Олимпиады, множество чемпионатов мира, Европы, России. Он был великим человеком и гениальным тренером. Элементы, которые сейчас носят имя Хоркиной, придумал Пилкин — представляете, они ему снились! (21 октября 2010)

## Реформатор спортивной гимнастики

### Высказывания Бориса Пилкина
Наверное, все дело в универсализме. В молодости я перепробовал себя почти в полутора десятках видов спорта, и во многих из них заработал первый разряд, в том числе даже в баскетболе и футболе. И из каждого до сих пор переношу в гимнастику какие-то интересные и полезные, как мне кажется, вещи. Благодаря этому и методику тренировок разработал совершенно уникальную. Главное — не коснеть в догмах, а все время искать что-то новое. (2004)
Очень много интересного я почерпнул из подготовки легкоатлетов. Между прочим, в институте я был рекордсменом курса по прыжкам в высоту. Полгода никто не мог мое достижение побить. В русском хоккее кое-какие тренировочные приемчики подглядел. Да долго перечислять. И в прыжках в воду, и в коньках куча всего полезного. Постепенно я пришел к выводу: основа успеха — в технике. Разработать технику, позволяющую без серьёзных травм выводить спортсмена на пик формы, — вот задача хорошего наставника. Я всегда избегал элементов, которые могут привести к травме ученика. Например, полностью исключил сальто вперед. Конечно, программы нужно усложнять, но не ценой здоровья. Необходимо найти оптимальное соотношение сложности, красоты и техники исполнения. Свете я никогда не задавал делать мостики или перевороты. Потому что здоровый позвоночник — основа гимнастики, его беречь нужно! Когда слышу, что есть талантливая девочка, которая замечательно делает мостик, сразу говорю: «Это не ко мне!» (2004)
Наше направление с его сложностью, красотой — сегодня не приветствуется. Вот увидите: при таком подходе по помостам скоро пойдет гулять сухое техническое исполнение. Перестанут ценить артистизм. И женской гимнастики не станет — болельщик отвернется. Надо бы вводить вторую оценку за артистическое мастерство, как у фигуристов, но никто за это не борется. Вот и выходят на помост женщины-штангистки с накачанными мускулами. (2004) 

## Награды
- Орден Почёта (2001).